# Jerzy Kobusz
Jerzy Kobusz, wł. Kazimierz Jerzy Kobuszewski (ur. 19 lipca 1906 w Warszawie, zm. 5 września 1944 tamże) – polski przedwojenny aktor filmowy.

## Życiorys
Syn Jana Kobuszewskiego i Heleny Anastazji z Rudzkich primo voto Rogatko, brat Zofii (po mężu Drążkowska), Janiny (po mężu Kowal) i Edwarda (zm. 1944). Ukończył Gimnazjum im. Władysława IV na warszawskiej Pradze. W 1927 rozpoczął pracę gońca w wytwórni Klio-Film. Przeszedł kurs przygotowawczy zorganizowany przez wytwórnie R.P. - Film i Diana-Film, po ukończeniu którego został stałym członkiem zespołu aktorskiego tych wytwórni. Zmarł w Warszawie 5 września 1944, w czasie powstania warszawskiego (II wojna światowa).

## Filmografia
- 1927 - Maraton polski, jako Filipek
- 1928 - Szaleńcy, jako Filipek
- 1929 - Szlakiem hańby
- 1929 - Ponad śnieg, jako Młynarczyk
- 1929 - 9.25. Przygoda jednej nocy
- 1929 - Pod banderą miłości, jako kadet szkoły morskiej
- 1929 - Grzeszna miłość, jako parobek
- 1929 - Z dnia na dzień, jako żołnierz rosyjski
- 1930 - Mascotte
- 1930 - Gwiaździsta eskadra, jako Bond
- 1930 - Wiatr od morza, jako Poldek
- 1931 - Dziesięciu z Pawiaka, jako rewolucjonista
- 1932 - Rok 1914, jako Legun
- 1932 - Legion ulicy
- 1932 - Sto metrów miłości
- 1933 - Zabawka, niewymieniony w czołówce
- 1934 - Przebudzenie
- 1934 - Młody las
- 1934 - Parada rezerwistów
- 1935 - Wacuś, jako bramkarz
- 1936 - Bolek i Lolek, jako Janek
- 1936 - Dodek na froncie
- 1937 - Niedorajda, jako kolega Florka
- 1938 - Kościuszko pod Racławicami
- 1938 - Wrzos, jako Antoś
- 1938 - Za zasłoną, jako Stefan
- 1939/1940 - Złota Maska, jako czeladnik Kamionka
- 1939/1941 - Przez łzy do szczęścia